# Vexillum albofulvum
Vexillum (Vexillum) albofulvum là một loài ốc biển nhỏ, là động vật thân mềm chân bụng sống ở biển trong họ Costellariidae.

## Miêu tả
Loài này có kích thước giữa 45mm and 65 mm

## Hình ảnh

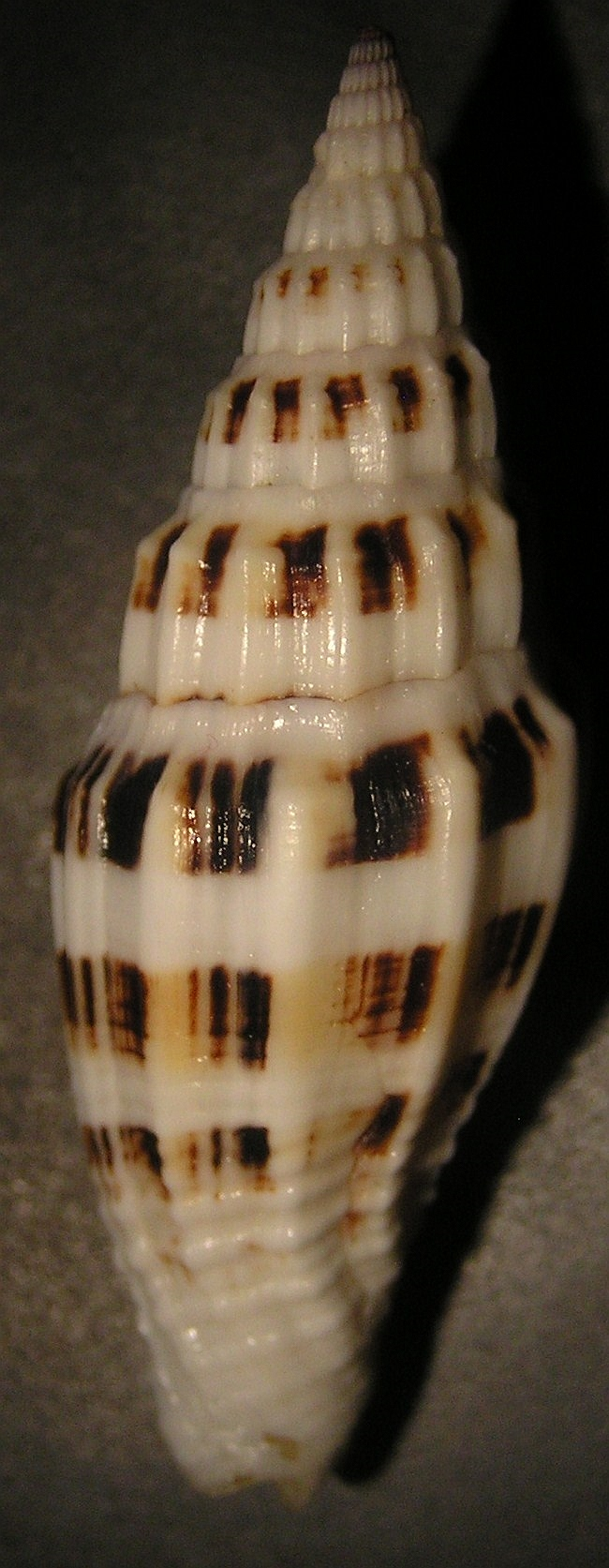

## Phân bố
Loài này có ở Philippines.